# Malaria Atlas Project
Le Malaria Atlas Project (MAP en abrégé) est un groupement universitaire à but non lucratif qui a pour objectif de diffuser des informations gratuites, précises et actualisées sur le paludisme et les sujets connexes, organisées sur une base géographique. Il est situé au Telethon Kids Institute, à Perth, en Australie-Occidentale.
Le groupement est financé par la Fondation Bill et Melinda Gates, et a également bénéficié par le passé d'un financement du Medical Research Council et du Wellcome Trust (Royaume-Uni).
Il s’agit originellement d’une initiative mené conjointement par le Malaria Public Health & Epidemiology Group (Centre for Geographic Medicine, Kenya) et le Spatial Ecology & Epidemiology Group (Oxford University, Royaume-Uni). Deux noyaux complémentaires, situés en Amérique (États-Unis et Équateur) et en région Asie-Pacifique (Vietnam et Indonésie), participaient également à ce projet.
Les connaissances spatiales et médicales sont essentielles pour une gestion efficace du contrôle du paludisme et son élimination. Quarante ans se sont écoulés depuis le dernier effort sérieux de cartographie du paludisme. Le Malaria Atlas Project (MAP) a été fondé en 2005 pour combler cette niche afin d’aider les programmes de lutte contre le paludisme à l’échelle mondiale.
L’équipe du MAP a assemblé une base de données spatiales unique contenant des informations basées à la fois sur l’expertise médicale et des données climatiques dérivées d’images satellites afin de délimiter les limites de transmission du paludisme et sur le plus grand ensemble de données sur les taux de parasitisme jamais rassemblé. Ces données ont été collectées et analysées par une équipe multidisciplinaire constituée de géographes, de statisticiens, d’épidémiologistes, de biologistes et de spécialistes en santé publique.
Initialement, le MAP s’est concentré sur la prédiction de l’endémicité du paludisme causé par Plasmodium falciparum, le parasite le plus mortel, en raison de son importance médicale à l’échelle globale et des meilleures perspectives concernant son élimination et son contrôle. En 2009, ces recherches seront étendues à la distribution et aux risques liés à Plasmodium vivax, un autre parasite important trop souvent négligé.
En 2019, le projet est transféré de l'université d'Oxford à l'université Curtin, à Perth.